# Sigurðr Hringr
Sigurðr Hringr, reperibile anche sotto la forma Sigurd Ring e Sigurðr Anello (prima metà dell'VIII secolo – inizio IX secolo), è re leggendario danese e svedese, nominato in molte antiche saghe norrene.
Secondo la Saga di Bósi e Herrauðr, esisteva una volta una saga su Sigurðr Hringr, ma quella saga è andata perduta. Nelle fonti antiche è noto per aver vinto la Battaglia del Brávellir contro Harald Hildetand e per essere stato il padre di Ragnarr Loðbrók e il nonno di Hastein.

## LaSaga di Hervör
La Saga di Hervör narra che quando Valdar morì, suo figlio Randver divenne re di Danimarca, mentre Harald Hildetand divenne re di Götaland o Gotland; poi Harald conquistò tutto il territorio appartenuto a suo padre Ivar Vidfamne. Dopo la morte di Randver, suo figlio Sigurðr Hringr ascese al trono, presumibilmente come re vassallo di Harald. Sigurðr Hringr e Harald combatterono nella Battaglia del Brávellir sulle piane di Östergötland in cui Harald e molti dei suoi uomini morirono. Sigurðr governò la Danimarca fino alla sua morte ed a lui succedette il figlio, Ragnarr Loðbrók; il figlio di Harald Hildetand, Eysteinn Beli, governò la Svezia finché non fu ucciso dai figli di Ragnarr Loðbrók.

## IlSögubrot af nokkrum fornkonungum
Nel Sögubrot af nokkrum fornkonungum, lo zio paterno di Sigurðr è Harald Hildetand, e probabilmente (la parte del Sögubrot in cui lo si diceva esplicitamente non ci è pervenuta) suo padre era il fratellastro di Harald, Randver, figlio della madre di Harald (Auðr Mente-Profonda) e del suo secondo marito (re Raðbarðr di Garðaríki). Quando Harald Hildetand cominciò a sentire di star diventando vecchio nominò Sigurðr re di Svezia e Västergötland. Sigurðr poi sconfisse lo zio nella colossale Battaglia del Brávellir, e divenne anche re di Danimarca; mise poi una skjaldmö a governare la Danimarca (come viene detto nel Chronicon Lethrense).
Sigurðr sposò Alfhild, figlia di re Alf dell'Álfheimr; da lei ebbe Ragnarr Loðbrók.
Quando Sigurðr divenne anziano, luoghi lontani del suo regno cominciarono a separarsi, ed è raccontato nel Sögubrot come egli perse l'Inghilterra per la vecchiaia. Un giorno si trovava in Västergötland e ricevette la visita dei suoi cognati, figli di Gandalf: essi gli chiesero di unirsi a loro nell'attacco contro re Eysteinn di Vestfold (Norvegia), una terra dove si tenevano grandi blót, soprattutto nello Skiringssal. Sfortunatamente il Sögubrot (che vuol dire "frammento") finisce qui. Tuttavia la Saga degli Skjöldungar, che si ritiene sia la storia originale su cui si basa il Sögubrot, continua il racconto.

## LaSaga degli Skjöldungar
La Saga degli Skjöldungar narra che Sigurðr Hringr era sposato con Álfhildr, figlia di re Álfr di Álfheimr, ed aveva avuto da lei un figlio chiamato Ragnarr Loðbrók; sfortunatamente, Alfhild morì. Quando Sigurðr Hringr era ormai vecchio, si recò nello Skiringssal per partecipare ai grandi blót della zona; lì incontrò una bellissima fanciulla di nome Alfsol, figlia di re Álfr di Vendel. I due fratelli della ragazza non diedero il permesso a Sigurðr di sposarla. Sigurðr combatté ed uccise entrambi, ma essi avevano dato alla sorella del veleno in modo che Sigurðr non potesse mai averla; quando il suo corpo fu portato da Sigurðr, egli lo portò a bordo di una grande nave con quelli dei fratelli, poi governò la nave a vele spiegate in alto mare e la incendiò.
A Sigurðr succedette Ragnarr Loðbrók, ma egli mise sul trono di Svezia un re vassallo, Eysteinn Beli, che fu poi ucciso dai figli di Ragnarr.

## LeGesta Danorum
Secondo le Gesta Danorum (Libro 7) di Saxo Grammaticus, Ring era il figlio del re svedese Ingjald (Ingild) e suo zio materno era il re danese Harald Hildetand. Suo padre Ingjald aveva violentato la sorella di Harald, ma quest'ultimo non se ne curò per preservare l'amicizia con Ingjald. Ring combatté con Harald Hildetand nella Battaglia del Brávellir e divenne anche re di Danimarca; poi Saxo descrive i diversi re vassalli e le loro avventure. Nel Libro 9 torna a Sigurðr Hringr definendolo Siwardus, di cognome Ring e dicendolo padre di Raganr Lodbrok.

## Altre fonti
Secondo lo Hversu Noregr byggðist, Sigurðr era il figlio di Randver, il fratello di Harald Hildetand; Randver e Harald erano entrambi figli di Hrœrekr slöngvanbaugi (mentre nel Sögubrot solo Harald lo era).
Nella parte dell'Heimskringla chiamata Saga di Harald Bellachioma, Harald Bellachioma apprende che il re svedese Erik Anundsson aveva allargato la Svezia verso ovest finché non aveva raggiunto la stessa estensione che aveva avuto durante il regno di Sigurðr Hringr e suo figlio Ragnarr Loðbrók: ciò includeva il Romerike, il Vestfold fino a Grenmar e il Vingulmark.
Nella Saga di Ragnarr Loðbrók si dice che Sigurðr Hringr e Harald Hildetand combatterono nella Battaglia del Brávellir e che Harald vi cadde. Dopo la battaglia Sigurðr Hringr divenne re di Danimarca ed ebbe un figlio chiamato Ragnarr Loðbrók.
Il Ragnarssona þáttr afferma solo che Ring fu re di Svezia e Danimarca e padre di Ragnarr Loðbrók.
Nella Saga di Bósi e Herrauðr, si dice solo che Sigurðr Hringr, il padre di Ragnarr Loðbrók, combatté con Harald Hildetand nella Battaglia del Brávellir in cui Harald cadde; si aggiunge anche che esiste una saga su Sigurðr Hringr (che però oggi non esiste più).
Secondo il Chronicon Lethrense, Harald Hildetand aveva resi tributari tutti i paesi fino al Mediterraneo; tuttavia, quando si recò in Svezia ad esigere il tributo, il re svedese Ring si scontrò con lui nella Battaglia del Brávellir, e Harald la perse e morì. Ring mise poi una skjaldmö a capo della Danimarca (come è detto anche nel Sögubrot af nokkrum fornkonungum).
La Gríms saga loðinkinna e la versione più recente della Saga di Orvar-Odd citano solo Sigurðr Hringr in pochi versi in relazione alla Battaglia del Brávellir combattuta tra lui e Harald Hildetand.
Nel Norna-Gests þáttr si dice che Sigurðr Hringr era molto vecchio quando i suoi generi, i figli di Gandalf, gli chiesero di aiutarli a combattere contro Sigurd Fafnisbani e i Gjukung. Sigurðr Hringr non poté aiutarli di persona, perché era impegnato a combattere contro i saccheggiatori di Curlandia e Kvenland.